# Futbol'nyj Klub Kolomna
Il Futbol'nyj Klub Kolomna' (in russo Футбольный клуб Коломна?) è una società calcistica russa con sede a Kolomna.

## Storia
Fu fondato nel 1906 come Kolomenskoe Gimnastičeskoe Obščestvo (cioè Società Ginnastica Kolomna), cambiò varie volte denominazione, assumendo nel 1946 la denominazione di Dzeržinec Kolomna. Con questo nome partecipò per la prima volta al campionato sovietico di calcio disputando il Girone 1 russo di Vtoraja Gruppa, la seconda serie. L'anno seguente arrivò decimo nel Girone 4 russo, ma sparì dai campionati sovietici.
Dal 1952 assunse la denominazione di Avangard Kolomna; nel 1960 disputò nuovamente la seconda serie campionato sovietico, precisamente il Girone 2 russo di Klass B. Sparì nuovamente dai campionati sovietici per riapparire nel 1963, stavolta in terza serie, campionato che disputò con scarse fortune fino al 1969. Da tale nno fu relegato ai campionati statali russi.
Con la dissoluzione dell'Unione Sovietica, fu collocato nella terza serie del neonato campionato russo di calcio: dopo tre anni in terza serie il diciottesimo posto del 1995 costò al club la retrocessione in Tret'ja Liga. Al termine del 1996 avvenne la fusione con i concittadini dell'Oka: il club fu così rinominato semplicemente Kolomna.
Al termine della stagione 1997 la Tret'ja Liga chiuse i battenti: questo consentì al club di salire di categoria. Disputò così la terza serie fino al 2002, ottenendo come miglior risultato il secondo posto del 1999; nel 2001 finì diciannovesimo nel Girone Centro della Vtoroj divizion retrocedendo; l'anno dopo fu ripescata per la rinuncia della neopromossa Magnit, ma finì diciottesimo nel Girone Centro della Vtoroj divizion e retrocesse definitivamente tra i dilettanti.
Nella stagione 2012-2013 vinse il girone Podmoskov' dei dilettanti, ottenendo il ritorno dopo oltre dieci anni tra i professionisti.